# Per la Democrazia Sociale
Per la Democrazia Sociale (in spagnolo: Por la Democrazia Social - PODEMOS) è un partito politico del Venezuela fondato nel 2002 in seguito una scissione dal Movimento al Socialismo.
Riconosciuto ufficialmente nel 2003, è membro della COPPPAL e membro di consulenza dell'Internazionale Socialista.

## Storia
Alle elezioni legislative del 2005 il partito, allora guidato da Ismael García e Didalco Bolívar, ha ottenuto 15 seggi su 165. Fino al 2007 ha supportato il presidente Hugo Chávez, ma in seguito ha rifiutato di fondersi nel Partito Socialista Unito del Venezuela e si è opposto alla riforma costituzionale voluta da Chávez. Quando i rapporti tra il PSU e PODEMOS si sono deteriorati, quest'ultimo è passato all'opposizione, entrando poi a far parte della coalizione anti-chavista Unità Nazionale (MUD). Chávez ha accusato García di aver "alzato le bandiere della destra".
Nel 2012 il partito si è diviso: la fazione anti-chavista, guidata da García, è entrata a far parte della coalizione Avanzada Progresista insieme alla componente anti-chavista di Patria Para Todos; la leadership è stata quindi assunta dal solo Bolívar. PODEMOS ha poi abbandonato Unità Nazionale e si è unito al Grande Polo Patriottico guidato da Chávez.